# Hernandes Quadri Júnior
Hernandes Quadri Júnior, né le 8 décembre 1967 à Santo Antônio da Platina, est un ancien coureur cycliste brésilien, devenu ensuite directeur sportif. 

## Biographie
Ancien judoka, Hernandes Quadri Júnior commence le cyclisme avec l'équipe brésilienne Pirelli, avec laquelle il courrt durant seize ans. Il est retenu en équipe nationale en Brésil en 1988. Il devient champion du Brésil sur route en 2003, et représente son pays à deux reprises aux Jeux olympiques, à Barcelone en 1992 et à Atlanta en 1996. Il participe également à trois championnats du monde sur route de 1995 à 1997, ainsi qu'à quatre éditions des Jeux panaméricains entre 1995 et 2007, après avoir remporté une médaille de bronze dans la poursuite par équipes en 1995.
En 2009, il met un terme à sa carrière à l'issue du Torneio de Verão de Ciclismo, course qu'il a remporté à trois reprises de 1996 à 1998. Par la suite, il intègre l'encadrement de la formation brésilienne Clube DataRo,.

## Palmarès sur route
- 1992
  - Tour de Santa Catarina
- 1995
  - Prova Ciclística 9 de Julho
  - Tour de Santa Catarina
- 1996
  - Torneio de Verão
  -  3e du Championnat panaméricain du contre-la-montre
- 1997
  - Torneio de Verão
  - 9e étape du Tour du Chili
  - 3e du Tour d'Uruguay
- 1998
  - Torneio de Verão
- 1999
  - Circuito Boa Vista
- 2003
  -  Champion du Brésil sur route

## Palmarès sur piste

### Championnats panaméricains
- Curicó-Talca 1994
  -  Médaillé de bronze de la course aux points
- Bucaramanga 2000
  -  Champion panaméricain de la course aux points
- Quito 2002
  -  Médaillé d'argent de la poursuite par équipes
  -  Médaillé de bronze de la course aux points
- État de São Paulo 2006
  -  Médaillé de bronze de l'américaine

### Jeux panaméricains
- Mar del Plata 1995
  -  Médaillé de bronze de la poursuite par équipes